# Metropolitan Tabernacle
Metropolitan Tabernacle je baptistický kostel v londýnské čtvrti Elephant and Castle. Byl postaven v letech 1859–1861 podle návrhu britského architekta Williama Willmera Pococka. Stavba byla dvakrát rekonstruována, jednou po požáru v roce 1898 a podruhé v roce 1959 kvůli poškození bombovým útokem za druhé světové války. Kostel je známý tím, že v něm v době jeho vzniku působil viktoriánský kazatel Charles Spurgeon.